# Tmesisternus sepicanus
Tmesisternus sepicanus är en skalbaggsart som först beskrevs av Kriesche 1926.  Tmesisternus sepicanus ingår i släktet Tmesisternus och familjen långhorningar.
Artens utbredningsområde är Irian Jaya. Inga underarter finns listade i Catalogue of Life.